# Oleg (film)
|  | Denne artikel er oprettet af botten Steenthbot ud fra en ekstern database. Den kan derfor have sproglige fejl eller mangler. Denne skabelon kan fjernes efter kontrol af indholdet. |

Oleg er en dansk kortfilm fra 2011 instrueret af Mads Koudal efter eget manuskript.

## Medvirkende
- Mads Koudal, Oleg